# Deus caritas est
Deus caritas est (in italiano Dio è amore) è la prima lettera enciclica pubblicata da papa Benedetto XVI.
Annunciata durante l'udienza generale del 18 gennaio 2006, la pubblicazione è avvenuta il 25 gennaio successivo. L'enciclica porta la data del 25 dicembre 2005, giorno in cui è stata firmata.

## Contenuti
Dalle parole del Papa:
Il tema non è immediatamente ecumenico, ma il quadro e il sottofondo sono ecumenici, perché Dio e il nostro amore sono la condizione dell'unità dei cristiani. Sono la condizione della pace nel mondo.
Sempre dalle parole dello stesso papa Benedetto XVI, scopo dell'enciclica è mostrare i vari aspetti del concetto cristiano di amore, ossia dell'equivalenza per un cristiano di "amore" e "carità", e della sostanziale differenza dall'eros, ossia l'amore tra uomo e donna, che pure deriva dalla bontà del Creatore, e ancora dell'amore di chi rinuncia a se stesso in favore dell'altro. L'eros si trasforma in agape nella misura in cui i due si amano realmente e uno non cerca più se stesso, ma cerca soprattutto il bene dell'altro. Così l'eros  ricade all'interno della carità e la famiglia vera e propria si amplia nella famiglia della società, della Chiesa e del mondo.
L'enfatizzazione della distanza tra caritas e eros viene però ridimensionata con un approccio che può essere fatto risalire ai padri della Chiesa. Benedetto XVI fa notare come anche la caritas necessita di essere integrata dall'eros.
(Papa Benedetto XVI, Deus caritas est)
È quindi da Gesù che il cristiano trova la sua fonte di amore per poter amare in modo agapico.
Altro punto saliente è che la Chiesa deve amare in modo istituzionale, in quanto atto d'amore di Dio. Così la "Caritas", intesa stavolta come organo della Chiesa, si differenzia dalle altre organizzazioni filantropiche, in quanto considerata necessaria espressione dell'amore personale con cui Dio ha creato l'uomo.
Nel documento il Papa sottolinea anche il suo debito personale nei confronti del pensiero di sant'Agostino.

## Titolo
Il titolo dell'enciclica è tratto dalle prime parole del testo latino, che costituiscono una citazione dalla Prima lettera di Giovanni, capitolo 4, versetto 16: «Dio è amore; chi sta nell'amore dimora in Dio e Dio dimora in lui». Il titolo è tradotto dall'originale in lingua greca, "ὁ θεòς ἀγάπη ἐστίν" (ho theòs agápe estín).

## Copyright
Il decreto firmato il 31 maggio 2005 dal Segretario di Stato vaticano, cardinale Angelo Sodano, affida alla Libreria Editrice Vaticana i diritti d'autore su tutte le parole del Papa. Quindi, a partire da questa enciclica, qualsiasi testo che ha come autore il Papa (encicliche, Angelus, catechesi e allocuzioni) o un qualsiasi dicastero della Santa Sede è protetto da diritti di copyright e può essere pubblicato solo dalla Libreria editrice vaticana. Nessuna casa editrice potrà più pubblicare il testo di un'enciclica e di un discorso papale senza previo contratto con la LEV.

## Reazioni e commenti
Il filosofo cattolico Giovanni Reale ha commentato in modo positivo i contenuti dell'enciclica, affermando che «la novità filosofica del testo di papa Ratzinger è che ha riscritto un nuovo paradigma che include eros e agape, superandoli. Tu non puoi donare, se prima non acquisisci. Non puoi amare, se non sei amato. Insomma, come ha scritto Benedetto XVI nell'enciclica, dobbiamo dare l'amore agli altri, ma acquisendolo prima da Dio».